# BS BolticGöta

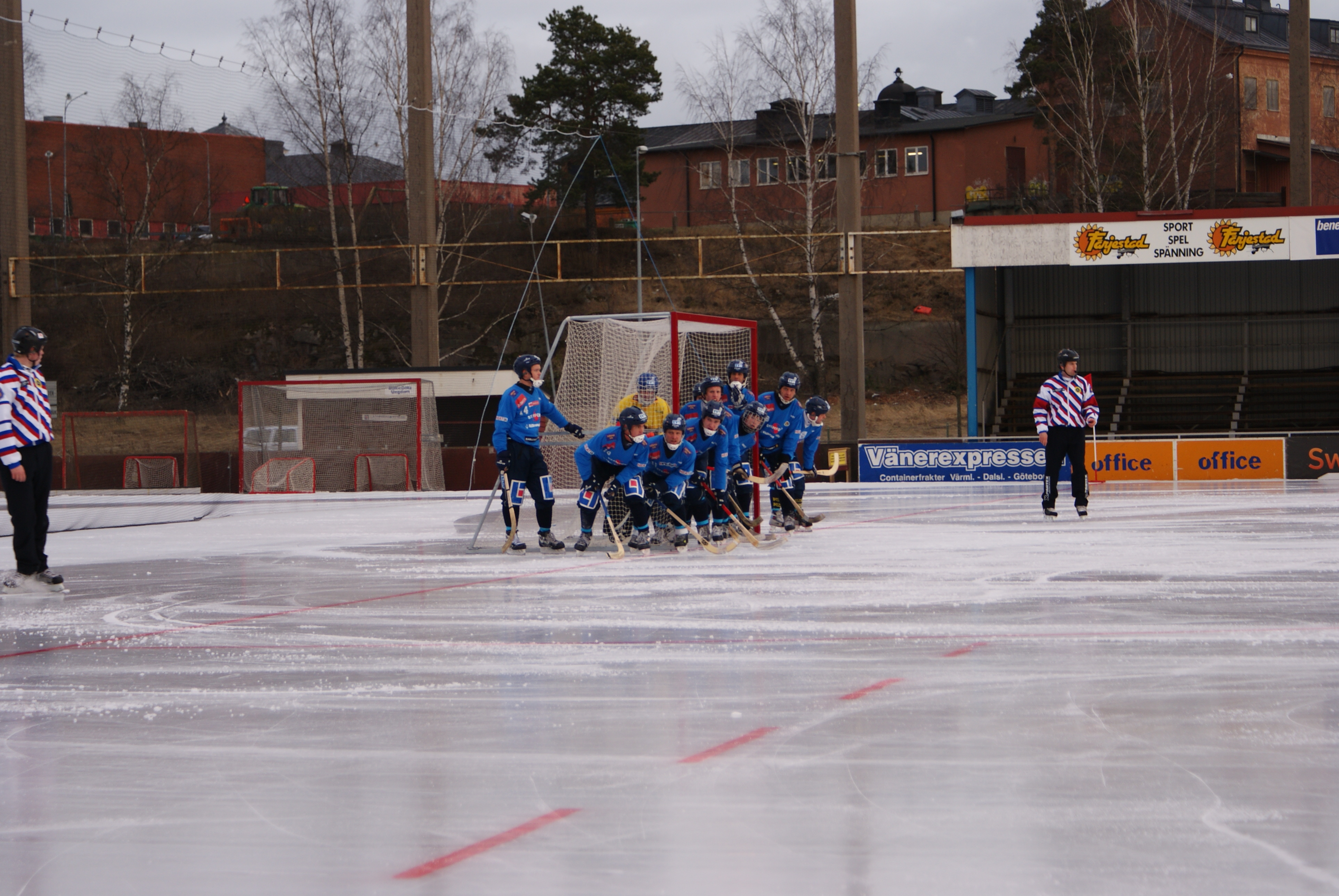
Verteidigende Spieler des Vereins vor einem Eckball

BS BolticGöta (kurz: BG) ist ein Bandyverein aus der schwedischen Stadt Karlstad.
Der Verein entstand im Jahr 2000 aus dem Zusammenschluss der beiden Bandyvereine IF Boltic und IF Karlstad-Göta. Der neue Verein hieß von da an mit vollem Namen Bandysällskapet BolticGöta Karlstad. Der neue Verein trägt seine Heimspiele im Tingvalla Isstadion aus. Aktuell (Saison 2008/09) spielt der Verein in der zweithöchsten schwedischen Bandyliga, der Bandyallsvenskan.
Der neue Verein kann dank der Vorgängervereine auf eine lange Geschichte mit zahlreichen Erfolgen zurückblicken (z. B. IF Boltic: 9× schwedischer Meister, IF Karlstad-Göta: 3× schwedischer Meister).